# 田本憲吾
田本 憲吾（たもと けんご、1929年〈昭和4年〉6月8日 - 2023年〈令和5年〉4月1日）は、日本の政治家。
北海道帯広市長（4期）を務め、中川一郎農林水産大臣の直系市長として帯広空港の建設や鉄道高架事業の誘致を手掛けた。

## 来歴
1929年（昭和4年）6月8日、樺太庁本斗郡内幌町に出生。豊原工業学校在学中に終戦を迎え、1947年（昭和22年）に樺太を引き揚げた。
1953年（昭和28年）、日本大学旧工学部土木工学科本科を卒業し、大豊建設に入社。1955年（昭和30年）に退社し、帯広に帰郷。帰郷後は家業である食堂の経営に携わった。その後、1970年（昭和45年）から帯広市都市計画委員を務め、翌1971年（昭和46年）10月には同委員長に就任。また、1971年（昭和46年）から帯広市教育委員会委員を1期務めた。
1974年（昭和49年）、帯広市長選挙に無所属で出馬。中川一郎衆議院議員の支援を受け、無所属で元北海道議会議員の熊谷克治、日本共産党の湊昇を破り、初当選。同年4月21日、第6代帯広市長に就任。
※当日有権者数：91,425人 最終投票率：83.99%（前回比：pts）
| 候補者名 | 年齢 | 所属党派   | 新旧別 | 得票数   | 得票率 | 推薦・支持 |
| -------- | ---- | ---------- | ------ | -------- | ------ | ---------- |
| 田本憲吾 | 44   | 無所属     | 新     | 35,975票 | 46.84% |            |
| 熊谷克治 | 44   | 無所属     | 新     | 35,775票 | 46.56% |            |
| 湊昇     | 43   | 日本共産党 | 新     | 4,777票  | 6.22%  |            |

市長就任後、田本はオイルショック後の物価高騰による市の財政逼迫の対応にあたり、経常経費の節減や財源の捕捉に意欲を示した反面、市民生活安定のための対策本部の設置、南町中学校の新設や小学校の増設（若葉・栄・啓西・西）、小学校・中学校の屋内運動場建設（若葉小学校・大正小学校・大空中学校・帯広第八中学校）、保育所（あやめ・豊成・栄の三）及び大空児童保育センターの新設、新空港移転造成・森用地取得、市立病院建設、駅南土地区画整理事業、刑務所建築交換及び跡地造成事業などの遂行に努めた。
帯広空港の建設では、当初、騒音公害や滑走路延長用地の問題から帯広市議会でも新空港の建設を了承し、北海道、北海道開発局、北海道開発庁、運輸省、東亜国内航空への陳情を経て、移転新築の承認を得た。1974年（昭和49年）に入ると、委託先の日本空港コンサルタントから新空港適地調査報告書が提出され、最有力候補地として大正地区泉町・以平町が選定された。すると地域住民をはじめ、大正農業協同組合、大正地区農民団体などから反対の声があがり、これを受けて田本は市長としての陣頭指揮のもと、関係部署とともに精力的に対応し、最終的に大正農協組合長を窓口に交渉が進められ、9月16日付けで市と五者会議間で覚え書きが交わされ、前日付けで土地権利者（27戸）の同意も得られた。1981年（昭和56年）3月1日に開港した。
1978年（昭和53年）4月16日、任期満了に伴う帯広市長に無所属で出馬し、同じく無所属の金堂守治を破り、再選。
※当日有権者数：97,911人 最終投票率：83.26%（前回比： 0.73pts）
| 候補者名 | 年齢 | 所属党派 | 新旧別 | 得票数   | 得票率 | 推薦・支持 |
| -------- | ---- | -------- | ------ | -------- | ------ | ---------- |
| 田本憲吾 | 48   | 無所属   | 現     | 49,844票 | 61.14% |            |
| 金堂守治 | 54   | 無所属   | 新     | 31,370票 | 38.48% |            |

再選後、田本は第三期総合計画、商業近代化基本構想、新農村地域再開発計画を策定。町内会から要望があった地域集会所の開設にも意欲を示し、1979年（昭和54年）の鉄南コミュニティーセンターの開設を皮切りに各所でコミュニティーセンターの建設を進めた。また、木造校舎の永久化改築に対しては、文部省基準の寒冷地特例に先んじて柏小学校・明星小学校の改築を皮切りに小中学校の改築を進めた。1978年（昭和53年）5月20日には静岡県松崎町と「開拓姉妹都市」の調印を行った。
1982年（昭和57年）4月18日、任期満了に伴う帯広市長に無所属で出馬し、同じく無所属の山本忠治、丸山敬三を破り、再選。
※当日有権者数：105,102人 最終投票率：77.82%（前回比： 5.44pts）
| 候補者名 | 年齢 | 所属党派 | 新旧別 | 得票数   | 得票率 | 推薦・支持 |
| -------- | ---- | -------- | ------ | -------- | ------ | ---------- |
| 田本憲吾 | 52   | 無所属   | 現     | 48,759票 | 61.14% |            |
| 山本忠次 | 56   | 無所属   | 新     | 27,831票 | 34.02% |            |
| 丸山敬三 | 53   | 無所属   | 新     | 4,751票  | 5.80%  |            |

再選後、田本は帯広開基100年と市制施行50年を記念し、式典の挙行をはじめ、百年記念館の建設や市民憲章の制定、十勝博覧会「グリンピア82」の開催などの行事や事業を行った他、徳島市と「産業文化姉妹都市」の調印を行ったほか、住宅対策を目的とした柏林台団地市営住宅の立替高層化事業、民間施行西帯広土地区画整理事業として「西帯広ニュータウン」の支援や公共施設用地の取得に着手し、北海道帯広南商業高等学校をニュータウン内に移転させるため同校の建設工事にも着手した。また、北海道帯広緑陽高等学校も新設させ、同校の道立移管を進めた。この他、鉄道高架事業を推進し、水需要の増加に対応して周辺の6町村と共同で「十勝中部広域水道企業団」を結成し、水源地・導水事業や札内川ダムの建設に取り組んだ。
1986年（昭和61年）4月13日、任期満了に伴う帯広市長に無所属で出馬し、同じく無所属の高橋幹夫、藤本國夫、日本共産党の加瀨谷敏男を破り、再選。
※当日有権者数：112,164人 最終投票率：81.41%（前回比： 3.59pts）
| 候補者名   | 年齢 | 所属党派   | 新旧別 | 得票数   | 得票率 | 推薦・支持 |
| ---------- | ---- | ---------- | ------ | -------- | ------ | ---------- |
| 田本憲吾   | 56   | 無所属     | 現     | 48,744票 | 53.38% |            |
| 高橋幹夫   | 45   | 無所属     | 新     | 38,488票 | 42.14% |            |
| 加瀨谷敏男 | 57   | 日本共産党 | 新     | 2,933票  | 3.21%  |            |
| 藤本國夫   | 69   | 無所属     | 新     | 766票    | 0.83%  |            |

再選後、1989年（平成元年）に開催される「はまなす国体スケート競技会」に向けて「帯広の森」の体育施設の整備に取り組んだ。
1990年（平成2年）4月15日、任期満了に伴う帯広市長選挙に無所属で出馬し、新人で無所属の高橋幹夫に破れ、落選。同年4月20日、退任。
※当日有権者数：118,654人 最終投票率：68.03%（前回比： 13.38pts）
| 候補者名   | 年齢 | 所属党派 | 新旧別 | 得票数   | 得票率 | 推薦・支持 |
| ---------- | ---- | -------- | ------ | -------- | ------ | ---------- |
| 高橋幹夫   | 49   | 無所属   | 新     | 41,750票 | 51.72% |            |
| 田本憲吾   | 60   | 無所属   | 現     | 27,831票 | 34.02% |            |
| 加瀨谷敏男 | 61   | 無所属   | 新     | 3,018票  | 3.73%  |            |

退任後は帯広ステーションビル社長や帯広福祉協会理事長を務めた。
2005年（平成17年）、旭日小綬章を受章。
2016年（平成28年）、市長時代の思い出や中川一郎とのエピソードをまとめた回顧録「柏州夢想」を自費出版した。
晩年は病院で緩和ケアを受け、亡くなる直前まで帯広市のまちづくりについて語っていた。2023年（令和5年）4月1日、肺癌のため帯広市内の病院で死去。93歳没。死没日をもって正五位に叙された。通夜は3日午後6時に、告別式は4日午前10時に公益社中央斎場で営まれ、通夜・告別式には政財界や福祉関係者など350人以上が参列。葬儀委員長は真宗協会の樋渡喜久雄理事長が務め、米沢則寿市長、帯広市議会の有城正憲議長、帯広福祉協会の道見英徳理事長らが弔辞を述べた。同月28日には北海道ホテルで田本の「お別れ会」が行われ、会場では「メモリアル展」が開催された。